# Račetice
Račetice är en ort i Tjeckien. Den ligger i regionen Ústí nad Labem, i den nordvästra delen av landet, 80 km väster om huvudstaden Prag. Račetice ligger 291 meter över havet och antalet invånare är 237.
Terrängen runt Račetice är platt österut, men västerut är den kuperad.Runt Račetice är det ganska tätbefolkat, med 93 invånare per kvadratkilometer. Närmaste större samhälle är Chomutov, 17,6 km norr om Račetice. Trakten runt Račetice består till största delen av jordbruksmark.